# Daphnis rosacea
Daphnis rosacea är en fjärilsart som beskrevs av Rothschild 1894. Daphnis rosacea ingår i släktet Daphnis och familjen svärmare. Inga underarter finns listade i Catalogue of Life.